# 耿介
耿介（1623年—1693年），字介石，號逸庵，河南省河南府登封縣人，清朝政治人物、進士出身。

## 生平
順治八年，鄉試中舉；順治九年（1652年）壬辰科進士，改翰林院檢討。順治十三年，任福建按察使司副使。康熙元年，任江西湖東道副使、直隸大名兵備道副使。康熙二十五年，任侍講學士、皇太子講官。著有《中州道學編》。